# Студентски празник (България)
Студентският празник се отбелязва в България на 8 декември от 1916 г. Денят е официален почивен ден за студентите.

## История
Празникът възниква през 1902 г. като патронен празник на Технически университет. Първоначално се е празнувал на 25 ноември – денят на свети Климент Охридски, един от Светите Седмочисленици и патрон на Софийския университет, който традиционно се счита за покровител на българското висше образование. На 31 март 1916 г. българската администрация преминава към Григорианския календар. Понеже Българската православна църква продължава да използва Юлианския календар (до 1968 г.), датата на празника се измества с 13 дни напред и се чества на 8 декември.
Така с годините най-старото и престижно висше учебно заведение в България създава и утвърждава 8 декември като символна дата на университетската празничност.
Празнуването е отменено след 1944 г. и е заменено със 17 ноември, когато е Международният ден на студентите.
През 1962 г. празнуването на „Студентски празник – 8 декември“ е възстановено.

## Други
На Осми декември е наречена улица в квартал „Студентски град“ в София (Карта).